# Tilapia thysi
Tilapia thysi és una espècie de peix de la família dels cíclids i de l'ordre dels perciformes.

## Morfologia
Els mascles poden assolir els 6,4 cm de longitud total.

## Distribució geogràfica
Es troba a Àfrica: llac Bemin (Camerun).